# Megalomyrmex pacova
Megalomyrmex pacova (лат.) — вид муравьёв рода Megalomyrmex из подсемейства мирмицины (Myrmicinae, Solenopsidini).

## Описание
Муравьи среднего размера (около 8 мм) коричневого цвета, гладкие и блестящие. Ширина головы (HW) 1,35-1,45 мм, длина головы (HL) 1,55-1,68 мм, длина скапуса усика (SL) 2,15-2,25 мм.
Усики 12-члениковые с булавой из 3 сегментов. Формула нижнечелюстных и нижнегубных щупиков щупиков — 4,3. Жвалы с несколькими зубцами (обычно 5-6). Жало развито. Стебелёк между грудкой и брюшком состоит из двух члеников: петиоля и постпетиоля. Заднегрудка без проподеальных зубцов.
Биология не исследована. Некоторые другие виды рода известны как специализированные социальные паразиты муравьёв-листорезов Attini, в гнёздах которых обитают и питаются в грибных садах вида-хозяина. Вид был впервые описан в 1990 году бразильским мирмекологом Карлосом Роберто Ф. Брандао (Dr. Carlos Roberto F. Brandão; Museu de Zoologia da Universidade de São Paulo, Сан-Пауло, Бразилия). Таксон включён в видовую группу Megalomyrmex leoninus-group вместе с видами M. balzani, M. foreli, M. glaesarius M. acauna, M. emeryi, M. cyendyra, M. staudingeri, M. timbira, M. leoninus. Видовое название происходит от слова pacova, на языке тупи означающего бананы, так как типовую серию муравьёв нашли в партии бананов, прибывших в США.